# José Lázaro Robles
José Lázaro Robles, ismertebb nevén: Pinga (São Paulo, 1924. február 11. – Campinas, 1996. május 8.), brazil válogatott labdarúgó, edző.
A brazil válogatott tagjaként részt vett az 1953-as Dél-amerikai bajnokságon és az 1954-es világbajnokságon.

## Sikerei, díjai
Portuguesa
- Torneio Rio-São Paulo (1): 1952

Vasco da Gama
- Campeonato Carioca (2): 1956, 1958
- Taça Brasil (1): 1960
- Torneio Rio-São Paulo (1): 1958

Brazília
- Dél-amerikai ezüstérmes (1): 1953

Egyéni
- A Campeonato Paulista gólkirálya (1): 1950 (22 gól)
- A Torneio Rio-São Paulo gólkirálya (1): 1952 (11 gól)